# Taka-Töölö
Taka-Töölö (suédois : Bortre Tölö) est un quartier d'Helsinki en Finlande. Taka-Töölö est aussi un district qui ne contient que le quartier éponyme. 
Il résulte d'une partition de l'ancien quartier de Töölö qui n'a plus d’existence officielle.

## Description
Taka-Töölö a une surface de 1,93 km2, elle a 15 576 habitants(2019).
Taka-Töölö abrite le stade olympique d'Helsinki et l'opéra national de Finlande sur les rives de Töölönlahti, au nord du parc d'Hesperia.
L'hôpital de Töölö est aussi situé à Taka-Töölö.
Kesäranta, la résidence officielle du Premier ministre est située en bord de mer à l'extrémité ouest de Linnankoskenkatu du côté de Meilahti, à une centaine de mètres de Taka-Töölö.

## Rues
De nombreuses rues de Taka-Töölö portent le nom d'écrivains ou de poètes finlandais:
- Runeberginkatu (Johan Ludvig Runeberg)[3],
- Topeliuksenkatu (Zacharias Topelius)[4],
- Linnankoskenkatu (Johannes Linnankoski)[5],
- Päivärinnankatu (Pietari Päivärinta)[6],
- Minna Canthin katu[7],
- Mikael Lybeckin katu[7]
- Tavaststjernankatu (Karl August Tavaststjerna)[8].

La rue Töölönkatu traverse Taka-Töölö et Etu-Töölö.

## Transports
Les lignes de tramway 1 2 4 8 10 desservent Taka-Töölö, ainsi que de nombreux bus, dont les lignes principales 20, 30, 40 et 200.

## Espaces verts
Taka-Töölö a 36 hectares de parcs et 15 hectares de forêts (principalement sur Rajasaari).
Le plus grand parcs est le parc Eläintarha, sur le bord sud duquel se trouve le jardin d'hiver. 
Le parc d'Hesperia est situé sur la rive ouest de la baie Töölönlahti, le parc de Töölönlahti au sud, et près de Seurasaarenselkä se trouve le parc Sibelius où est érigé le monument Sibelius.
Le parc d'Arvo Ylppö commence au nouvel hôpital pour enfants de Meilahti.

## Sports
Taka-Töölö regorge de terrains de sport et d'autres possibilités d'exercice et de sport tels que le gymnase de Töölö, le stade olympique, la piscine olympique, le terrain de sport du zoo, le terrain de balles de Töölö, la patinoire d'Helsinki, le bowling de Ruusulankatu, le stade d'aviron.

## Galerie

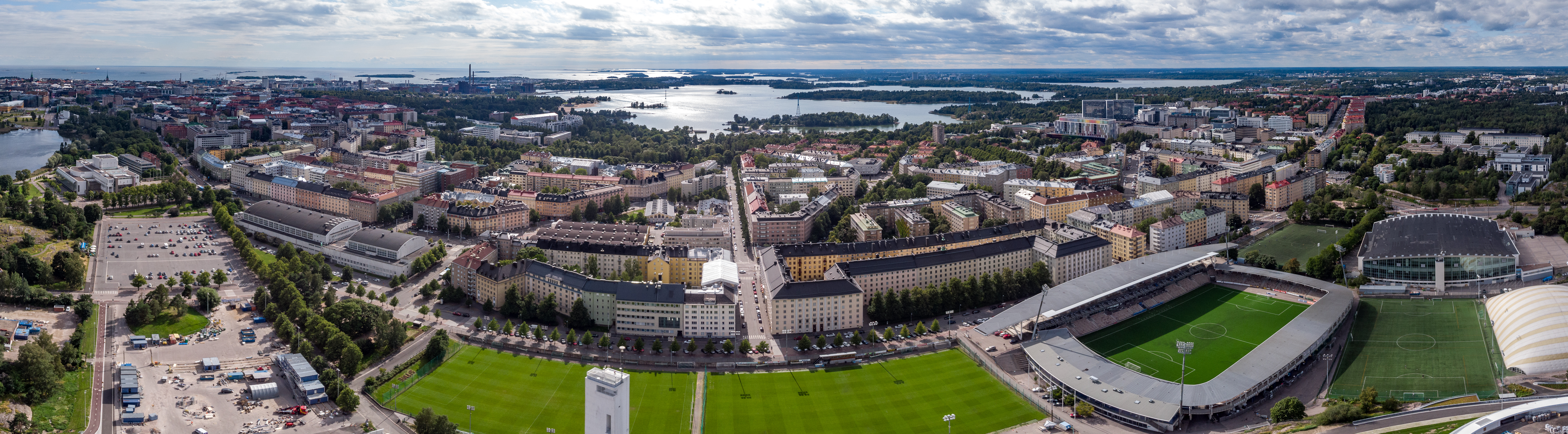
Vue panoramique de Taka-Töölö.